# HSC Tallink AutoExpress 2
HSC Tallink AutoExpress 2 en snabbfärja som ägs av ett rederi i Venezuela som heter Conferry.

## Tekniska data
- Byggd 1997 av Austal Ships Henderson, Fremantle, Australien. Varvsnummer. 53.
- Dimensioner. 82,30 x 23,40 x 2,79 m. GT/ NT/ DWT. 5419/ 1626/ 361.
- Maskineri. Fyra MTU 20V1163TB73 dieslar. Effekt. 24000 kW. Knop. 40,0.
- Passagerare. 700.
- Bilar 175. Eller 10 bussar och 70 bilar.